# Solanum virgultorum
Solanum virgultorum là loài thực vật có hoa trong họ Cà. Loài này được (Bitter) Cárdenas & Hawkes miêu tả khoa học đầu tiên năm 1946.